# Laureà Tatché i Pol
Laureà Tatché i Pol (Amer, 28 d'agost del 1890 - Ripollet, 22 de febrer del 1961) va ser músic de cobla i compositor.

## Biografia
Fill de Joan Tatché i Roca, instrumentista de cornetí, i de Dolors Pol i Valls, abans de fer els 10 anys ja tocava el violí, juntament amb el seu pare, a la Cobla-orquestra Els Petits, d'Amer. D'ofici espardenyer, va ser organista de l'església parroquial d'Amer. A mitjans dels anys 20 va tocar el flabiol, el tible i el violí a la Cobla-orquestra Cathalonia, de Barcelona, i després de la guerra civil va tocar el flabiol a la Cobla Germanor, també de Barcelona. A partir de 1930, aproximadament, visqué a Ripollet, on va ser director i un dels impulsors decisius de la "Societat Coral El Vallès" d'aquesta població.
Com a compositor signà habitualment amb el pseudònim Pol. Compongué música per a l'escena, unes vint-i-cinc sardanes (La refilada del merlot és potser la seva peça més coneguda) i instrumentà ballets, com el Ball de garlandes, molt interpretat. També harmonitzà i arreglà la sardana Danseu donzelles (1918) de Joan Fusté i Ferrer, que va ser flabiolaire de la "Cobla Germanor" (1946-1947).
El seu fill Enric Tatché i Pol (Ripollet, 1927 - 1976) fou regidor de l'ajuntament de Ripollet en els anys 60 i té una escola dedicada a Ripollet.

## Obres
- L'aplec de la ginesta, obra lírica en un acte[6]
- El castell d'iràs i no tornaràs, fantasia lírica (1932), per a orquestra, en tres actes i 10 quadres, amb lletra de Joan Tabuenca Reula i música de Tatché i de Joan Carceller
- Concert en La bemoll Major, en tres temps
- Fiesta del amor, revista, per a orquestra, amb lletra de Lluís Subiràs[6]
- La filla del bosc (1934), sarsuela en 3 actes per a orquestra, amb lletra de Joan Tabuenca[7]
- Gitana de oriente, amb Casimir Rius i Villar
- L'inconscient, sarsuela amb lletra de Jaume Mogas i Casamitjana[6]
- Jesús al món o Els pastors a Betlem (1931?), amb lletra de Jaume Mogas i Casamitjana[6]
- El Pere Clavetaire i el Borratxo, comèdia lírica de costums catalanes (1930)[6]
- El príncep cec, rondalla lírica (1931), amb lletra de Joan Tabuenca[8]
- La pubilla de l'hostal (1933), sarsuela[9]
- Una rondalla, fantasia lírica (1931) amb lletra de Joan Tabuenca
- Altres: Capitán de amores; La font fresca; La Franciscqueta; Noche de lluvia; La Pitoulina

### Sardanes
- Aromes del Far
- Atlàntida
- L'avi recorda una cançó
- La barca nova [nt 1]
- Caterina
- Els dos marxants enamorats, signada A.Pol
- Englantina
- L'estimada del negre (1934)
- Flors de muntanya, signada Pol
- La natura canta
- Neus
- Les noces de la pastora
- Plantalamor
- La refilada del merlot, obligada de flabiol[nt 2]
- Sospirs de la pubilleta
- Taneta
- Triomfadora
- Uralita
- Visca l'Estatut[10]

### Altres obres per a cobla
- Ball de garlandes, instrumentació (1934)
- La filla del bosc, galop